# Carl Wattana Bennett

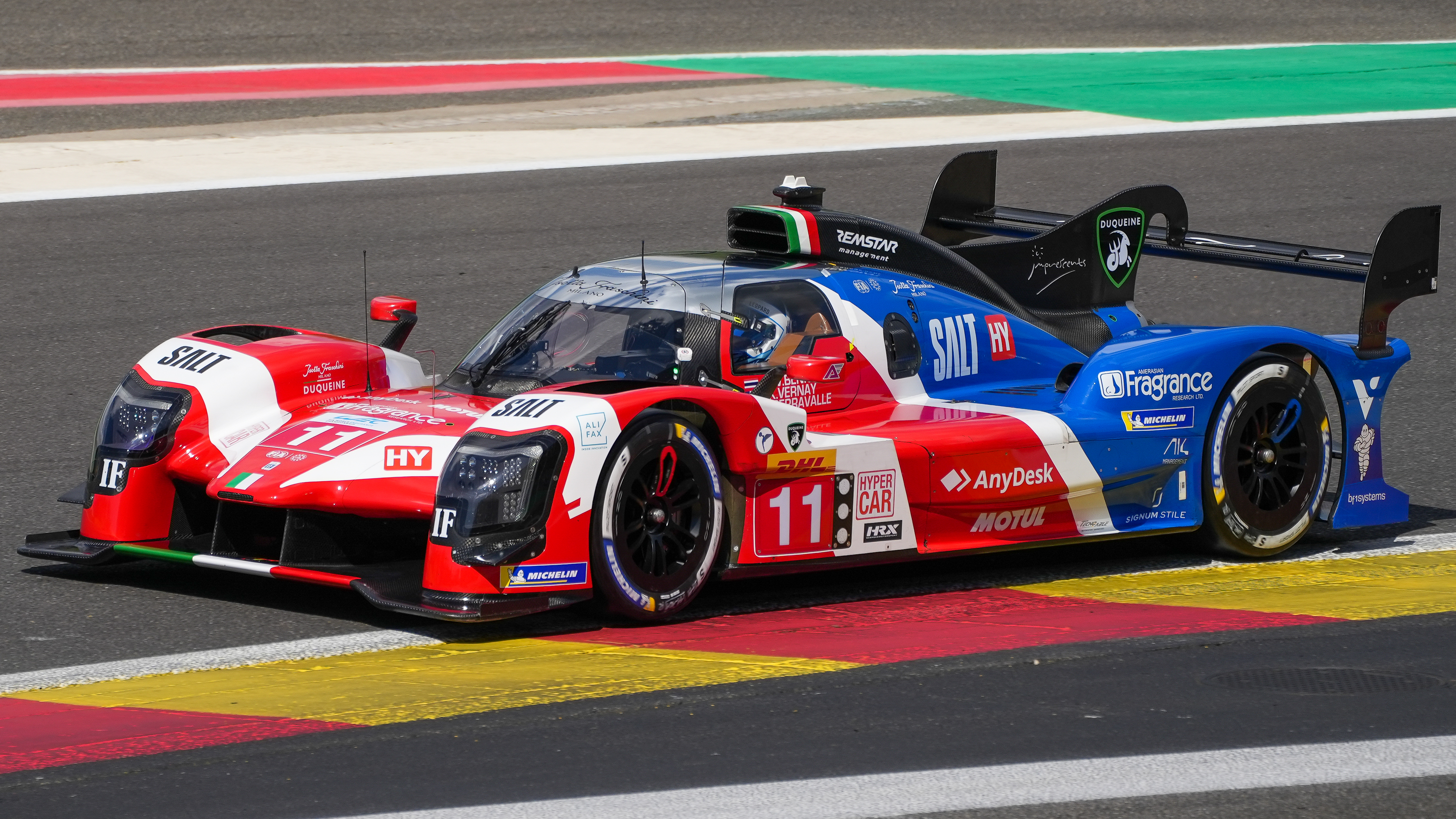
Der von Carl Wattana Bennett beim 6-Stunden-Rennen von Spa-Francorchamps 2024 gefahrene Isotta Fraschini Tipo 6-C

Carl Wattana Bennett (* 2. September 2004 in Bangkok) ist ein thailändischer Autorennfahrer.

## Karriere als Rennfahrer
Carl Wattana Bennett begann seine Fahrerkarriere 2022 in der Formel 4. Er fuhr in der US-amerikanischen Formel-4-Meisterschaft (14. Endrang) und 2023 neben der US-amerikanischen auch in der spanischen (33. Endrang) und der brasilianischen Meisterschaft (14. Endrang). 
Ende des Rennjahres 2023 wechselte er in den GT- und Sportwagensport. Er startete zunächst in der Asian Le Mans Series und wurde mit dem Beginn der FIA-Langstrecken-Weltmeisterschaft 2024 von Isotta Fraschini als Teampartner von Jean Karl Vernay und Antonio Serravalle. Sein Debüt im Isotta Fraschini Tipo 6-C gab er beim 1812-km-Rennen von Katar. Seine erste Platzierung im Gesamtklassement erreichte er mit dem 17. Rang beim 6-Stunden-Rennen von Imola.

## Statistik

### Le-Mans-Ergebnisse
| Jahr | Team             | Fahrzeug                  | Teamkollege      | Teamkollege        | Platzierung | Ausfallgrund |
| ---- | ---------------- | ------------------------- | ---------------- | ------------------ | ----------- | ------------ |
| 2024 | Isotta Fraschini | Isotta Fraschini Tipo 6-C | Jean Karl Vernay | Antonio Serravalle | Rang 14     |              |

### Einzelergebnisse in der FIA-Langstrecken-Weltmeisterschaft
| Saison | Team             | Rennwagen                 | 1   | 2   | 3   | 4   | 5   | 6   | 7   | 8   |
| ------ | ---------------- | ------------------------- | --- | --- | --- | --- | --- | --- | --- | --- |
| 2024   | Isotta Fraschini | Isotta Fraschini Tipo 6-C | KAT | IMO | SPA | LEM | SAO | AUS | FUJ | BAH |
| 2024   | Isotta Fraschini | Isotta Fraschini Tipo 6-C | DNF | 17  | 15  | 14  | DNF |     |     |     |